# 新潟市万代市民会館
新潟市万代市民会館（にいがたしばんだいしみんかいかん）は、新潟県新潟市中央区東万代町にあるホール施設。

## 概要
多目的ホールや公民館としての機能を持つ複合施設で、市民団体や青年団体に部屋の貸し出しがされている他、4階の研修室を利用した学習室と5階オープンスペースに高校生が学習のために来館するなど、広く市民に利用されている。
2011年6月18日に、それまで同館に設置されていた「新潟市青年の家」と「新潟市青少年育成センター」が統合され、「新潟市若者支援センター オール」となった。

## 施設
- 1階
  - 会館受付
  - 児童センター
    - プレイルーム
    - 図書室
    - 集会室
    - 工作室
- 2階 東新潟コミュニティセンター
  - 和室大 定員20名
  - 和室小 定員各18名(2室)
  - 茶室 定員20名
  - 調理室 定員16名
  - コミュニティルーム 定員72名
  - 会議室 定員18名
  - 談話コーナー 定員22名
- 3階 男女共同参画推進センター「アルザにいがた」
  - 研修室1 定員30名
  - 研修室2 定員各18名(2室)
  - 会議室 定員24名
  - 視聴覚室 定員42名
  - 保育室 定員15名
  - 新潟市立アルザにいがた情報図書室
  - ローラースケート場(3階屋上)

4～5階 新潟市若者支援センター「オール」(旧新潟市青年の家)
- 4階 
  - 研修室 定員各24名(5室)
  - 大研修室 定員72名
  - 和室 定員各16名(3室)
  - 美術工芸室 定員30名
- 5階 
  - オープンスペース
  - 音楽練習室 定員10名
  - 音楽練習室 定員各24名(2室)
  - 和室 定員10名
- 6階
  - 多目的ホール
    - 定員 280名 (格納座席200席､移動座席80席)
    - 面積 345㎡

  - 楽屋 2室

## 過去に設置されていた施設

### 新潟市青年の家
高校生から30歳代までの青年の自主的な活動の場として1975年（昭和50年）に設置され、1991年（平成3年）に新潟市万代市民会館に移転。
施設に登録した青年団体へ部屋の貸し出しや講座などが行われ、青年活動を支援していた。

#### 新潟市青年の家 沿革
- 1959年(昭和34年)7月 - 「新潟県青年の家」として新潟市弁天3丁目に設立(宿泊型青年の家)
- 1964年(昭和39年)6月 - 新潟地震の被害により、翌年5月まで1年間休所
- 1970年(昭和45年)8月 - 「都市青年の家」と改称
- 1973年(昭和48年)4月 - 新潟市が新潟県から管理委託を受ける
- 1975年(昭和50年)8月 - 「新潟市青年の家」として設立(非宿泊の都市型青年の家)
- 1991年(平成3年)8月 - 新潟市万代市民会館に移設
- 2011年(平成23年)6月18日 - 「新潟市青年の家」と「新潟市青少年育成センター」が統合。新潟市万代市民会館内の「新潟市青年の家」が設置されていた階に「新潟市若者支援センター オール」が開設される。

### 新潟市青少年育成センター
青少年とその家族の相談を専門の相談員が受け付ける機関。
電話やメール、面談での相談を受け付けていた。

## 新潟市若者支援センター 「オール」
新潟市若者支援センター（にいがたしわかものしえんセンター）は、2011年6月18日に新潟市万代市民会館内に設置された若者支援施設。運営主体は新潟市生涯学習課青少年室。

### 概要
これまで新潟市万代市民会館内にあった「新潟市青年の家」と「新潟市青少年育成センター」を統合する形で設置された。
センター内には専門の養成講座を受講したユースアドバイザーを配置。これまで支援していた青少年の他に、社会との関わりで困難を抱える引きこもりやニートなどへの支援も強化され、機能が拡充した。
センターを訪れた若者にユースドバイザーが声を掛けて話し相手になり、困りごとや悩みなどがあれば相談窓口や役立つ講座などを紹介する。また、高校生向けのキャリア教育講座、社会参画型講座などを開き若者の自主的活動を支援し、若者を対象にした相談窓口も丁寧な聞き取りと関係機関と連絡を取り合った細やかな対応を行う。
その他にも、センターがサークル活動の拠点であるため、他の若者と交流する橋渡しを行うことで若者の“居場所”になるように、従来あったオープンスペースをより若者中心の利用になるよう仕切りを設けて、パソコンや就学・就労関係の図書などを閲覧できる情報提供スペースを設置している。
ユースアドバイザーは若者の問題を解決するため、若者を理解し、諸機関の連携を図る要として内閣府が提唱した。認定を受けるには専門知識を学ぶ講座の受講が必要。
ユースアドバイザーは若者の居場所の見守り役であり、若者の問題はセンター内だけで対応するのではなく、ほかの機関、団体とも連携しながら若者の問題を解決に導く。
愛称は「オール」。公募に寄せられた77点から選定された。
「ALL」（すべての）と「OAL」（オールをこぐ）を掛けて、「すべての若者が力を合わせてオールをこぐ」という意味が込められている。

### 沿革
- 2009年12月4日 - 2010年に「子ども・若者育成支援推進法」が施行されるのにともない、「子ども・若者支援有識者懇談会」が2010年2月までに3回開催される。[3]
- 2010年7月22日 - 2011年度の設置にむけて「子ども・若者育成支援検討委員会」が設置される。[4]
- 2011年6月18日 - 新潟市万代市民会館内に「新潟市若者支援センター オール」が開設される。

## アクセス
- 新潟駅万代口から北東へ徒歩7分